# Commiphora monstruosa
Commiphora monstruosa är en tvåhjärtbladig växtart som först beskrevs av Joseph Marie Henry Alfred Perrier de la Bâthie, och fick sitt nu gällande namn av René Paul Raymond Capuron. Commiphora monstruosa ingår i släktet Commiphora och familjen Burseraceae. Inga underarter finns listade i Catalogue of Life.